# دانمور، کنتاکی
دانمور (به انگلیسی: Dunmor) یک منطقهٔ مسکونی در ایالات متحده آمریکا است که در شهرستان مولنبرگ، کنتاکی واقع شده‌است. دانمور ۱۸۰٫۱۴ متر بالاتر از سطح دریا واقع شده‌است.